# Claude Ravinet
Claude Ravinet (Elsene, 24 maart 1943) is een Belgisch voormalig hockeyer.

## Levensloop
Ravinet was actief bij Daring HC en Rasante.
Daarnaast maakte hij deel uit van het Belgisch hockeyteam. In deze hoedanigheid nam hij onder meer deel aan de Olympische Zomerspelen van 1964 en 1968.